# Honorata Wołowska
Honorata B. Wołowska (ur. 1875, zm. 5 stycznia 1968 w Allegheny) – działaczka polonijna w Stanach Zjednoczonych.
Od 1935 do 1947 pełniła stanowisko prezesa Związku Polskich Kobiet w Ameryce (Polish Women's Alliance of America). 19 października 1939 została wybrana zastępcą prezesa Rady Polonii Amerykańskiej.
Uchwałą Prezydium Krajowej Bady Narodowej z 11 lipca 1946 na wniosek Ministerstwa Pracy i Opieki Społecznej został odznaczony Krzyżem Oficerskim Orderu Odrodzenia Polski za prowadzenie energicznej propagandy w kierunku zbierania darów na terenie U.S.A. i wysyłanie paczek indywidualnych dla osób i instytucji w Polsce.
Zmarła 5 stycznia 1968 w Allegheny w stanie Pensylwania.